# Премия Тина Уевича
Премия Тина Уевича (хорв. Nagrada Tin Ujević) — ежегодная награда Общества хорватских литераторов, которая вручается поэтам за вклад в литературу Хорватии. Премия присуждается с 1981 г. и названа в честь хорватского поэта Тина Уевича. До 1993 года вручение проводилось в Загребе, в дальнейшем — в городе Вргорац, где родился Уевич, в день его рождения, 5 июля.

### Обладатели премии
- 1981: Никица Петрак
- 1982: Славко Михалич
- 1983: Ирена Врклян
- 1984: Никола Миличевич
- 1985: Бранимир Бошняк
- 1986: Игор Зидич
- 1987: Драгутин Тадиянович
- 1988: Тонко Мароевич
- 1989: Тончи Петрасов Марович
- 1990: Луко Палетак
- 1991: Владо Готовац
- 1992: Звонимир Голоб
- 1993: Мате Ганза
- 1994: Дражен Катунарич
- 1995: Владимир Павлович
- 1996: Дубравко Хорватич
- 1997: Борис Домагой Билетич
- 1998: Гордана Бенич
- 1999: Андрияна Шкунца
- 2000: Марио Сушко
- 2001: Иван Сламниг
- 2002: Петар Гудель
- 2003: Весна Парун
- 2004: Алоизие Маетич
- 2005: Борбен Владович
- 2006: Желько Кнежевич
- 2007: Анте Стамач
- 2008: Мирослав Славко Маджер
- 2009: Томислав Мариян Билоснич
- 2010: Якша Фиаменго
- 2011: Дуня Детони-Дуймич
- 2012: Неда Миранда Блажевич-Крицман
- 2013: Весна Крмпотич
- 2014: Славко Ендричко
- 2015: Иван Бабич
- 2016: Драго Чондрич
- 2017: Эрнест Фишер
- 2018: Милко Валент
- 2019: Божица Елушич